# Maurizio Reti
Maurizio Reti, all'anagrafe Carmelo Privitera (Roma, 9 marzo 1951), è un doppiatore italiano, padre della doppiatrice Eleonora Reti.

## Filmografia

### Cinema
- Noi e l'amore - Comportamento sessuale variante, regia di Antonio D'Agostino (1986)
- I banchieri di Dio, regia di Giuseppe Ferrara (2002)

### Televisione
- Una storia sbagliata, regia di Antonio Baiocco (1985)
- Attentato al Papa, miniserie televisiva (1986)

## Doppiaggio

### Cinema
- Sammo Hung in Project A - Operazione pirati, Il mistero del conte Lobos, La gang degli svitati, Bambole e botte, La prima missione
- Ho Chung Tao in Bruce Lee il leggendario, Goodbye Bruce Lee nel suo ultimo gioco della morte, Il pugno micidiale di Bruce Lee
- Mark Linn-Baker in Balki e Larry - Due perfetti americani
- Ja Rule in Scary Movie 3 - Una risata vi seppellirà
- Francesco Cabras in Equilibrium
- Vondie Curtis-Hall in Romeo + Giulietta di William Shakespeare
- Glenn Frey in Jerry Maguire
- Vinnie Jones in Snatch - Lo strappo
- Richard Anthony Crenna in Killer Crocodile 2
- Daniel Craig in La forza del singolo
- Edward Hibbert in Codice Homer - A Different Loyalty
- John Malkovich in Afterwards
- Hugh Grant in L'irlandese
- Tim Roth in Contratto con la morte
- Elias Koteas in Lost Souls - La profezia
- Jason Isaacs in Kidnapped - Il rapimento
- Stephen Collins in Drive Me Crazy
- William Fichtner in Linea di sangue
- Michael Biehn in Desert Moon
- William H. Macy in U-429 - Senza via di fuga
- John Carroll Lynch in Vulcano - Los Angeles 1997
- Richard Schiff in Martian Child - Un bambino da amare
- Patrick Malahide in Solo se il destino
- Thomas F. Duffy in Il mondo perduto - Jurassic Park
- Jeff Fahey in Dark Hunters
- Alan Rosenberg in Sfida senza regole
- Jsu Garcia in Danni collaterali
- Michael Lerner in Amore e altri disastri
- Richard Joseph Paul in Scappiamo col malloppo
- Linus Roache in Sotto corte marziale
- Larry Miller in A Mighty Wind - Amici per la musica
- Tim DeKay in Kidnapped - Il rapimento
- David Paymer in La rivincita del campione
- Željko Ivanek in Il coraggio della verità
- Titus Welliver in La tela dell'assassino
- Tom Atkins in Impatto imminente
- Karel Roden in Blade II
- Matt Schulze in Seven Mummies
- David Heavener in Bersaglio in fuga
- Andrew Seear in Viaggio in Inghilterra
- Tom Mardirosian in La metà oscura
- Leo Milbrook in Il mio cane fantasma
- Paul Ben-Victor in Gun Shy - Un revolver in analisi
- Mani Haghighi in About Elly
- Ronnie Schell e Sal Viscuso in Killer per caso
- Mathieu Amalric in L'amore sospetto
- Samuel Lebihan in Tre colori - Film rosso
- John Leguizamo in Il dottor Dolittle

### Serie televisive
- Eric McCormackin in Avventure nel mondo perduto
- Michael Woods in La rabbia degli angeli - La storia continua
- Hart Bochner in Ricordi di guerra
- Bruno Madinier in La mano bianca
- Jon Gries in Lost e Hawaii Five-0
- Tomas Arana in La villa dei misteri
- Richard Lineback in Il prezzo del passato
- David Alan Grier in Top of the world
- Rick Roberts in Un padre per Jake
- Carmen Argenziano in Volo 232 - Atterraggio di emergenza
- Thomas Kretschmann in Passione proibita
- Steven Bauer e Sting in Walker Texas Ranger

### Film d'animazione
- Cooler in Dragon Ball Z - Il destino dei Saiyan (1^doppiaggio) e Dragon Ball Z - L'invasione di Neo Namek (1^doppiaggio)
- Professor John Frink ne I Simpson - Il film

### Serie animate
- Professor Frink (3ª voce e principale, st.8-30, Kirk Van Houten (2ª voce, st.8-30), Larry Burns, Waylon Smithers (st. 10-13) e Carl Carlson (ep.9.20,24) in I Simpson
- Mark Howard in Un cucciolo di nome Clifford
- Tom il soccorso alpino in Sam il pompiere
- Sheky in I Biskitts
- Elton John in South Park
- Akira in B-Daman Crossfire
- Diadoro in Combo Niños
- Dottor Curt Connors in Spider-Man - L'Uomo Ragno
- Dottor Froid in MegaMan NT Warrior
- Flintlock in LEGO Ninjago
- Papà di Timmy (2° voce) in Due fantagenitori
- Harold Wilson e Frankie Watterson ne Lo straordinario mondo di Gumball
- Savage in Dragons

### Videogiochi
- Professor John Frink ne I Simpson - Il Videogioco